# روزا ويلت ستراوس
روزا ويلت ستراوس (1856-1938) كانت مناصرة لحقوق المرأة ونسوية. ولدت في النمسا، وكانت أول فتاة في ذلك البلد تتخرج من المدرسة الثانوية، وأول امرأة نمساوية تحصل على شهادة الطب، وكذلك أول طبيبة عيون في أوروبا. لقد حصلت على شهادتها في الطب عام 1878 من جامعة برن. لديها ثلاث شقيقات، إيدا وليونورا وسارة. بعد قدومها هي وإحدى شقيقاتها إلى أمريكا، عملت كجرَّاحة عيون في مستشفى العيون ومستشفى النساء في نيويورك. تزوجت من رجل الأعمال لويس ستراوس وأنجبت منه نيلي ستراوس موكنسون. في عام 1904، شاركت في المؤتمر الأول للتحالف الدولي لحقوق المرأة كعضو في الوفد الأمريكي. واصلت المشاركة على هذا النحو لبعض الوقت، ولاحقًا مثلت اتحاد النساء العبرانيات من أجل المساواة في الحقوق في أرض إسرائيل في هذه التجمعات.
في عام 1919، تم إنشاء أول حزب نسائي على مستوى البلاد في نيو ييشوف (اتحاد النساء العبرانيات من أجل حقوق متساوية في أرض إسرائيل)، وتم تعيين ويلت ستروس، التي هاجرت إلى هناك في ذلك العام، زعيمة للحزب، واستمرت في ذلك حتى وفاتها. في يوليو 1920، سافرت إلى لندن للمشاركة في التجمع الذي تأسست فيه المنظمة النسائية الصهيونية العالمية (فيتسو)، وفي وقت لاحق من ذلك العام مثلت اتحاد النساء العبرانيات من أجل المساواة في الحقوق في أرض إسرائيل في مؤتمر التحالف الدولي للمرأة في حق التصويت في جنيف. مثلت التحالف العالمي لحق المرأة في التصويت في اللجان الدولية، وشاركت في جميع مؤتمراته، وكثيرًا ما شاركت في وفود إلى رؤساء وزراء الدول التي عقدت المؤتمرات.
في عام 1926، غادرت حركة الحريديم، التي فضلت عدم مواجهة إمكانية إجراء استفتاء عام، مجلس نواب يشوف، وفي ذلك العام صدر إعلان رسمي (صادقت عليه حكومة الانتداب في عام 1927) يؤكد «الحقوق المتساوية للمرأة في جوانب الحياة في اليشوف – المدنية والسياسية والاقتصادية». توفيت ويلت ستروس في جنيف عام 1938.